# Üdv a Wayne-ben
Az Üdv a Wayne-ben (eredeti cím: Welcome to the Wayne) 2017-től 2019-ig vetített amerikai–kanadai televíziós számítógépes animációs kalandsorozat, készítője Billy Lopez. 
Az Egyesült Államokban 2017. július 24-én a Nickelodeon és a NickToons mutatta be. Magyarországon 2019-ben az áprilisban elsején indult NickToons mutatta be.

## Ismertető
A Wayne egy New York-i apartmanház, ami kicsit más, mint a többi. Egy nap egy Ansi Molina nevű fiú beköltözik és összebarátkozik Olly-val és Saraline-nal, akikkel izgalmas kalandokban fognak részt venni, hogy felfedezzék a Wayne rejtélyeit. Viszont ott semmi sem az aminek látszik... Útjuk során furcsa lényekkel és titkos ügynökökkel is megfognak ismerkedni.

## Szereplők

### Főszereplők
| Szereplő         | Eredeti hang   | Magyar hang     |
| ---------------- | -------------- | --------------- |
| Ansi Molina      | Alanna Ubach   | Pálmai Szabolcs |
| Olly Timbers     | Billy Lopez    | Hamvas Dániel   |
| Saraline Timbers | Dana Steingold | Dögei Éva       |

### Mellékszereplők
| Szereplő                  | Eredeti hang     | Magyar hang        |
| ------------------------- | ---------------- | ------------------ |
| Albert Molina             | Alfred Molina    | Varga Rókus        |
| Harvey Timbers            | Richard Kind     | Juhász Zoltán      |
| Olympia Timbers           | Annie Potts      | Kiss Erika         |
| Leif Bornwell III         | David Hornsby    | Markovics Tamás    |
| Kémnő                     | Veronica Taylor  | Kovács Nóra        |
| Komputernő                | Veronica Taylor  | Vámos Mónika       |
| Masterson                 | Marc Thompson    | Rosta Sándor       |
| Jonah Bishop              | Carey Means      | Varga Gábor        |
| George the Doorman        | Dave Willis      | Szokol Péter       |
| Wendell William Wasserman | Dana Snyder      | Potocsny Andor     |
| Dennis O'Bannon           | Emo Philips      | Moser Károly       |
| Julia Wiles               | Nikki M. James   | Berkes Boglárka    |
| Clara Rhone               | Harriett D. Foy  | Bessenyei Emma     |
| Tony Stanza               | Spriggs Fryman   | Hegedüs Miklós     |
| Goodness                  | Charnele Crick   | Pekár Adrienn      |
| Andrei                    | Andrew Rannells  | Baráth István      |
| SpongyaBob                | Tom Kenny        | Baráth István      |
| Fazzini                   | Sommer Carbuccia | Nagy Dániel Viktor |
| Furton                    | Malcolm McDowell | Bor László         |
| Madison                   | Shannon Walsh    | Csifó Dorina       |
| Garrison                  | Clarke Thorell   | Holl Nándor        |

## Évados áttekintés
| Évad | Évad | Epizódok | Eredeti sugárzás | Eredeti sugárzás  | Magyar sugárzás  | Magyar sugárzás   |
| Évad | Évad | Epizódok | Évadpremier      | Évadfinálé        | Évadpremier      | Évadfinálé        |
| ---- | ---- | -------- | ---------------- | ----------------- | ---------------- | ----------------- |
|      | 1    | 20       | 2017. július 23. | 2018. október 26. | 2019. április 1. | 2019. április 5.  |
|      | 2    | 10       | 2019. május 3.   | 2019. május 31.   | 2019. április 8. | 2019. április 12. |